# Socha svatého Floriána (Kameničky)
Pozdně barokní pískovcová socha svatého Floriána od neznámého autora z roku 1779 se nalézá na bývalém hřbitově u kostela Nejsvětější Trojice v obci Kameničky v okrese Chrudim. Socha je od roku 1958 spolu s celým areálem kostela Nejsvětější Trojice chraněna jako nemovitá kulturní památka ČR.

## Historie
Pískovcová socha svatého Floriána od neznámého autora z roku 1779 tvořila společně se pískovcovým krucifixem z roku 1779 a sochou svatého Jana Nepomuckého z roku 1723 sochařskou výzdobu dnešního Poděbradova náměstí v nedalekém městě Hlinsko. Po první světové válce byla celá skupina soch přemístěna do Kameniček, kde došlo k jejímu rozdělení (sochy světců lemují přístupovou cestu k hlavnímu vstupu do kostela Nejsvětější Trojice a krucifix zaujímá místo před vstupní branou do areálu kostela).

## Popis
Socha svatého Floriána stojí na bývalém hřbitově v obci Kameničky, západně při cestě ke vstupu do kostela Nejsvětější Trojice. 
Na nízkém, nahoře profilováním okoseném hranolovém podstavci stojí užší pilíř, dole volutově rozšířený. Pilíř je dole na přední straně mezi volutami ozdoben reliéfním akantovým motivem a nahoře je zakončen profilovanou římsou.
Na římse stojí socha světce v životní velikosti a v tradičním ikonografickém pojetí jako římského vojáka, který pravou rukou přidržuje prapor na žerdi opřené o nakročenou pravou nohu. U levé nohy je světcův atribut - domek se šlehajícími plameny, na nějž z vědra v levé ruce lije vodu.